# Young Guns (Film)
Young Guns (alternativer Langtitel: Young Guns – Sie fürchten weder Tod noch Teufel) ist ein US-amerikanischer Western aus dem Jahr 1988, der eine Geschichte um Billy the Kid und seine Bande thematisiert.

## Handlung
Lincoln County, New-Mexico-Territorium, 1877: Der aus England stammende Rinderzüchter John Tunstall nimmt den jungen Herumtreiber William H. Bonney, genannt Billy, bei sich auf, bevor dieser in Lincoln in eine Schießerei gerät. Auf seiner Farm bietet Tunstall insbesondere heimatlosen und ungebildeten jungen Männern ein Zuhause, wenn sie für ihn als Gegenleistung als Cowboys arbeiten. Billy fügt sich schnell in die Gruppe um Dick Brewer, Doc Scurlock, Chavez, Charlie Bowdre und Dirty Steve Stevens ein. Der größte Konkurrent von Tunstall ist der skrupellose irischstämmige L. G. Murphy, der als Kopf der mächtigen Murphy-Dolan-Gruppe das Weideland von Tunstall beansprucht (Lincoln-County-Rinderkrieg). Nach dem Neujahrsfest 1878 wird Tunstall auf dem Heimweg zu seiner Farm von Murphys Cowboys in einem Hinterhalt erschossen.
Unter dem Einfluss von Tunstalls Anwalt und Freund, Alexander McSween, werden Billy und die anderen zu Deputy-Sheriffs von Lincoln-County ernannt. Dazu erhalten sie den Auftrag, die Beteiligten am Tunstall-Mord festzunehmen, um sie dem Gesetz zuzuführen. Angeführt von ihrem Ältesten, Dick Brewer, wollen die „Regulatoren“ zuerst Henry Hill festnehmen. Doch Billy, der den Mord an seinem Beschützer persönlich nimmt, erschießt Hill bei der Verhaftung, worauf es zu einem Feuergefecht mit dessen Freunden kommt, von denen ebenfalls mehrere getötet werden. Nachdem weitere Aktionen ähnlich verlaufen sind und Billy außerdem einen Regulator erschossen hat, der sich tatsächlich als einer von Murphys Spitzeln entpuppte, droht die Gruppe zwischen ihm und Dick zu zerfallen. Erst nachdem Dick bei einer Schießerei mit dem Kopfgeldjäger Buckshot Roberts getötet worden ist, ist Billy der unbestrittene Anführer der Gruppe. Unter seiner Führung beginnen die Regulatoren einen Rachefeldzug gegen Murphy und seine Leute. Die Ermordung des Sheriffs von Lincoln-County, der einer von Murphys Männern gewesen ist, bedeutet ihren endgültigen Bruch mit dem Gesetz, so dass sie nun selbst zu Gejagten werden. Lediglich McSween ist bereit, ihre Sache mit legalen Mitteln zu unterstützen, und er setzt sich für sie ein.
Nachdem die Regulatoren von dem mit ihnen befreundeten Pat Garrett erfahren haben, dass McSween das nächste Opfer Murphys werden soll, eilen sie zu seiner Rettung nach Lincoln. Dort angekommen stellen sie fest, dass sie in eine Falle gelaufen sind, denn das McSween-Haus wird nach ihrer Ankunft augenblicklich von Murphys Outlaws umstellt, die sogar von einer Einheit der US-Kavallerie unterstützt werden. In den nun beginnenden Schusswechseln gelingt es Chavez sich abzusetzen, die anderen müssen sich in dem Haus verbarrikadieren. Nachdem die Belagerer das Haus in Brand gesetzt haben, entschließen sich Billy und seine Freunde zu einem Ausbruch. In dem nun folgenden, scheinbar aussichtslosen Kampf wird Billy verwundet. Aber zu seiner Überraschung kommt Chavez mit drei Pferden zurück, von denen Billy eines besteigen und fliehen kann. Charlie Bowdre wird im Duell mit dem Outlaw John Kinney tödlich verwundet, nicht ohne diesen selbst getötet zu haben. Auch Doc Scurlock wird verwundet, doch wird er von Dirty Steve auf eines der rettenden Pferde gesetzt. Steve selbst wird ebenfalls erschossen und McSween wird von der US-Kavallerie mit einem Gatling-Repetiergeschütz regelrecht exekutiert. Als der Kampf beendet scheint, kehrt Billy noch einmal zurück und tötet Murphy mit seinem Colt durch einen Kopfschuss aus der Distanz.
Nach ihrer erfolgreichen Flucht trennen sich Billy, Doc und Chavez und jeder zieht seiner Wege.

## Synchronisation
Die deutsche Synchronisation entstand im Auftrag der Berliner Synchron GmbH, für die Dialogregie war Andreas Pollak verantwortlich.
| Rolle                        | Schauspieler         | Deutscher Sprecher    |
| ---------------------------- | -------------------- | --------------------- |
| Billy the Kid                | Emilio Estevez       | Nicolas Böll          |
| 'Doc' Josiah Gordon Scurlock | Kiefer Sutherland    | Tobias Meister        |
| Jose Chavez y Chavez         | Lou Diamond Phillips | Torsten Sense         |
| Richard 'Dick' Brewer        | Charlie Sheen        | Benjamin Völz         |
| Charles 'Charlie' Bowdre     | Casey Siemaszko      | Stefan Krause         |
| 'Dirty Steve' Stephens       | Dermot Mulroney      | Sven Hasper           |
| John Tunstall                | Terence Stamp        | Hans-Werner Bussinger |
| Lawrence G. Murphy           | Jack Palance         | Arnold Marquis        |
| Alexander McSween            | Terry O’Quinn        | Till Hagen            |
| Pat Garrett                  | Patrick Wayne        | Helmut Gauß           |
| Buckshot Roberts             | Brian Keith          | Kurt Goldstein        |

Cain initially wanted Sutherland to portray Billy, but Estevez convinced him he was suitable for the part.
Estevez later said "John Fusco wrote a magnificent script, but then it was turned into what I call Hollywood's first heavy-metal western. It was just an excuse for a personality piece featuring all these young actors, and I was very disappointed."
Author Johnny D. Boggs, however, notes that much of the script was fictionalised with some characters and events changed for dramatic effect. Tunstall was killed on February 18, not on New Year's Day. The Red Sand Creek massacre is fictional. The portrayal of the gunfight at the McSween house, is considered one of the most historically inaccurate portions of the film. Bowdre, Stephens and John Kinney survived. McSween was killed by Murphy-Dolan men, not an Army Gatling gun. Murphy's death also did not collapse the Santa Fe Ring.
Reviewer Will of silveremulsion.com gave the film one out of four stars, writing, "the film has virtually nothing in the way of character development...Billy the Kid is obvious, and Sutherland’s Doc is easy enough to remember, but everyone else is a total wash." The review concludes, "I hate Young Guns...I do have to say that I enjoyed the gun battles, especially the final standoff that ends with everyone yelling in slow motion as they blast every last round of ammo at their opponents. It had me howling with laughter, and I was glad that it ended on such a high note, even if that high isn’t realistically all that high."
Journalist David Loftus gave the film a negetaive review praising the performaces of the main cast but was critical of the poor use of Stamp and Palance and the overall script.
Mary Ann Johanson criticsed the film as "excruciating", critcizing the lack of depth, themes and felt the characters forgettable.
Noor Razzak praised the film's "strong cast and visually captivating cinematography" but was criticial of "its departure from historical accuracy, uneven pacing, and unconventional soundtrack".

## Auszeichnungen
Christopher Cain (Regie) war 1988 beim Festival des amerikanischen Films in Deauville für den Kritikerpreis nominiert. Der Film selbst erhielt 1989 den Western Heritage Award.

## Hintergrund
Die Produktionskosten betrugen zirka 13 Millionen US-Dollar, das Einspielergebnis in den USA belief sich auf etwas über 44 Millionen US-Dollar.
Tom Cruise hat eine kurze Gastrolle. Er spielt gegen Ende des Films einen schnurrbärtigen Teilnehmer der Schießerei.
1990 wurde die Fortsetzung Blaze of Glory – Flammender Ruhm produziert.

## Kritiken
- Online-Ausgabe der prisma: „Young Guns ist ein geschickt kalkulierter Western aus der Zeit, als der Western eigentlich toter als tot war.“[11]

- film-dienst: „Überzeugend nur in den schauspielerischen Leistungen, nimmt der Film verschiedene Einflüsse des Genres auf, ohne jedoch zu einer eigenen Linie zu finden.“[12]

- TV Movie 24/05: „Empfehlenswert. […] Actionreich, witzig und eisenhart.“

## Film und historische Fakten
Obwohl sich Young Guns eher frei an der historischen Überlieferung orientiert, stellen die wichtigsten Ereignisse des Lincoln-County-Rinderkrieges den Hintergrund für die Filmhandlung: der Konflikt zwischen der Murphy-Dolan- und der Tunstall-McSween-Gruppe, die Ermordung Tunstalls, der anschließende Rachefeldzug der Regulatoren einschließlich der Ermordung eines ihrer Mitglieder (McGloskey), Dick Brewers Tod in der Schießerei mit Buckshot Roberts sowie die Ermordung des Sheriffs von Lincoln (Brady). Die Handlung des Filmes gipfelt schließlich in der finalen „Schlacht von Lincoln“ (15. bis 19. Juli 1878). Trotzdem erlaubt sich der Film einige Freiheiten in der Interpretation sowie Vereinfachungen der historischen Wirklichkeit, von denen hier einige genannt werden sollen:
- Die Bande der „Regulatoren“ wird im Film auf sechs Personen reduziert, tatsächlich waren es mehr (siehe Lincoln County Regulators).
- Billy Bonney (Billy the Kid) wird als zentrale Führungspersönlichkeit der Regulatoren dargestellt, während Doc Scurlock in den Hintergrund gestellt wird. Nach dem Tod von Dick Brewer wurde tatsächlich Frank McNab, der im Film nicht vorkommt, zum Anführer der Gruppe gewählt. Nach ihm übernahm Scurlock bis zur Auflösung der Regulatoren die Führung.
- Der Film enthält eine fiktive Liebesgeschichte zwischen Doc Scurlock und der Chinesin Yen Sun (Alice Carter).
- Die Schlacht von Lincoln wird vereinfacht dargestellt, indem sie auf den Kampf um das McSween-Haus reduziert wird. Tatsächlich wurde an mehreren Orten der Stadt gekämpft.
- Charlie Bowdre überlebte die Schlacht von Lincoln und wurde erst 1880 in einem Feuergefecht mit Pat Garrett erschossen. Auch überlebte der Outlaw John Kinney die Schlacht und starb erst viele Jahre später.
- L. G. Murphy überlebte ebenfalls die Schlacht, in die er aus gesundheitlichen Gründen tatsächlich nicht involviert war, starb aber dennoch im selben Jahr infolge eines Krebsleidens.